# Крещатик
Креща́тик (укр. Хрещатик) — главная улица Киева. Длина — 1225 м, направление — с севера на юг. Начинается от Европейской площади, проходит через Майдан Незалежности и заканчивается Бессарабской площадью.

## История местности

### Киевская Русь
При князе Владимире Киев представлял собой три отдельных, удалённых друг от друга поселения (города):
- Старый (Верхний), где содержались княжеские дворцы, Десятинная церковь, а позже и Софийский собор и Михайловский Златоверхий монастырь;
- Ремесленно-торговый Подол;
- Княжеский посёлок Берестовое, которое позже в качестве составной части вошло в Печерск с Киево-Печерской лаврой.

Верхний город соединялся с Подолом через летописный Боричев спуск, а с Печерском — через Ивановский путь, который начинался от Лядских ворот, возведённых на нынешнем Майдане Незалежности, и пролегал по современной Институтской улице.
Данная местность, а именно участок современного Крещатика от Майдана Незалежности до Европейской площади, называлась Перевесище. Находясь за пределами Киева, она была необитаемой и покрытой густым лесом, в котором местные князья, а позже и другие киевляне устраивали себе развлечения. Чаще всего это была охота на мелких зверей и птиц с помощью перевисов, другими словами — своеобразных сетей. Вот как их описывает преподаватель института благородных девиц Захарченко в своей книге «Киев теперь и прежде» (1888):
Перевесище — место княжеских охот и охоты, которые проводились, кроме различных других способов … и с помощью перевешивания сетками тех мест, куда загоняется добыча

### XVI—XVIII века
В письменных источниках XVI—XVII веков этот же участок упоминается как «Евсейкова долина», а в документах XVIII века он же указан под названием «Пески».
Много споров вызывает ещё одно название местности, «Крещатая долина», от которой, по мнению некоторых исследователей, образовалось сокращённое название «Крещатик». Есть свидетельства, что на холмах вдоль этой долины, начиная с XVII века, находились отдельные казацкие хутора, жители которых занимались с разрешения властей производством алкогольных напитков, а впоследствии здесь поселились первые жители Липок. Известный исследователь Киева Николай Закревский в своём фундаментальном труде «Летопись и описание города Киева» (М., 1858) отмечает:
В конце Печерского пригород находится, образованный глубоким оврагом или долиной, узкий путь (Крещатицкий), но его нельзя обойти потому, что он собой соединяет все три города: как только поднимешься по нему, сразу же увидишь площадь, с полверсты величиной, а на ней большой и красивый Императорский дворец, на каменном фундаменте, построен по повелению императрицы Елизаветы…
Украинский искусствовед Константин Шероцкий в своём путеводителе по Киеву, напечатанном в 1917 году, утверждает:
Крещатик, получивший название от пересечения странных ложбин, где князья расставляли свои перевисы, или сети для ловли зверей («Перевесище»), ничего общего с крещением Руси не имеет…
Похожую версию высказывает также искусствовед Сергей Эрнст на страницах редактируемого им путеводителя по Киеву, вышедшего в 1930 году:
Современная главная улица города Киева представляет собой долину между Старым городом и Печерском. Долина эта была перекрещена другими долинами, или валами. Отсюда название: Перекрещенная или Крещатая долина, Крещатик.
Современная исследовательница истории Киева Лидия Пономаренко подходит к этому спорному вопросу совсем с другой стороны. Она считает, что название «Крещатик» в конце XVIII века имела современная улица Набережно-Крещатицкая, по которой во времена князя Владимира киевляне шли к Днепру, чтобы добровольно или под принуждением принять в нём святое крещение. Улица начиналась тогда от Крещатицких ворот, построенных на месте нынешней Почтовой площади. От этих ворот и до нынешней Европейской площади проходил Крещатицкий путь.
Киевовед Леликов считает, что названием «Крещатик» обозначались также урочище и источник в нём, где князь Владимир крестил, как об этом сообщает летопись, всех своих сыновей и на месте которого с 1802 года возвышается памятник Крещения Руси. Описывая в книге «Славные бубны за горами» своё путешествие в Киев, князь Долгорукий пишет:
У подножия самой высокой горы на склонах Днепра поражает взгляд так называемый Крещатик. Это купель, в которой Владимир крестил киевлян. Она украшена памятником.
Крещатиком называет это место и Николай Сементовский в своей книге «Киев и его достопримечательности», изданной в 1852 году. Поэтому, когда в 1830-х годах началась интенсивная застройка Крещатой долины, её начало со стороны Днепра уже называлось «Крещатик», а местность «Козье болото» именовалась Крещатицкой площадью.

## Появление улицы
Отсчёт истории Крещатика как городской улицы многие исследователи начинают с 1797 года, когда в Киев из города Дубно перевели Контрактовую ярмарку. Николай Закревский утверждает:
В 1797 году не было здесь ни строений, и вообще все населённые места на Крещатике представляли собой ещё в конце прошлого века саму пустоту.
Контрактовая ярмарка должна была принести с собой значительное пополнение городской казны и тем самым способствовать дальнейшему развитию Киева. Тогдашний городской архитектор Андрей Меленский правильно определил перспективность этого события именно для Крещатой долины как артерии, объединяющей между собой все три части города, и связанность их с дорогой на город Васильков. Ведь путь к нему давно проходил вдоль ручья, вытекавшего из небольшого озера, которое тогда украшало местность в северной части нынешнего Майдана Незалежности. Ручей направлялся в район, где расположена Бессарабка, а уже дальше впадал в реку Лыбедь. После татаро-монгольского нашествия озеро превратилось в болотистую местность, которую назвали «Козье болото».
Когда началась застройка окружающей местности, власть сначала не возражала против существования здешнего небольшого рынка, где происходили цирковые представления и народные гуляния. Тем не менее в 1874 году его всё же перенесли на Бессарабскую площадь, чтобы на этом месте устроить сквер. Впоследствии в долине под застройку выделили 118 участков земли, которые в первую очередь отдавали представителям господствующего класса, а уже потом купцам, мещанам и мелким чиновникам. В 1797 году в Крещатой долине появляется первый дом, выполненный в классическом стиле — красивый двухэтажный каменный дворец помещика Онуфия Головинского.

## XIX — начало XX века
Застройка Крещатика началась в конце XVIII — начале XIX века. Вначале застраивали участок от Конной (Европейской) площади до Прорезной улицы, преимущественно правую сторону. В 1803 году начали застраивать и левую. Тогда улица носила название Театральной (здесь находился первый в городе театр). Окончательные очертания улица приобрела в планах Киева 1837 года, её продлили до Бессарабской площади и дали название Крещатицкой. С 1869 года закрепилось название Крещатик.
В 1876 году здесь построено здание Городской думы; в 1892 году проложена первая в Российской империи линия электрического трамвая, которая связывала Крещатик с Подолом.
До Великой Отечественной войны Крещатик был застроен зданиями, в основном, в три-четыре этажа, которые стояли сплошным фасадом. Ширина улицы составляла около 35 м.

## Городские коммуникации

### Брусчатка
Городская власть имела много проблем с содержанием проезжей части Крещатика в надлежащем состоянии. Испытывались самые разнообразные методы, которые существовали в то время.
С 1827 года Крещатик мостили исключительно обычной мостовой. Первая попытка использования вдвое более дорогих гранитных плит датируется 1874 годом, когда небольшая часть улицы была вымощены ими за счет подрядчика Себера. Поскольку эта брусчатка держалась в нормальном состоянии более 10 лет, она доказала свое право на применение. Кроме того, вблизи Фастова и Кременчуга были найдены большие залежи этого камня, что удешевляло работы.
В 1889 году в связи с прокладкой большой водосливной трубы под Крещатиком нужно было переложить большую часть улицы. Городской голова предложил использовать для торцевой мостовой вековые дубы или сосновые пеньки с Пуще-Водице. Такая плитка использовалась в Париже, Берлине и Петербурге, однако такой способ признали преждевременной для Киева роскошью, потому решили обойтись обычным гранитным камнем. Использованные для брусчатки камни были привезены не из фастовского месторождения, а из другого, и они были довольно хрупкими, но уже в 1890 году мостовую заменили на новую. В 1896 году произошла очередная смена мостовой на Крещатике: переложили улицу также гранитными кубиками, но их не положили на бетонное основание, из-за чего в 1902 году она имела жалкий вид. В 1905 году произошла перекладка улицы обычными гранитными кубиками, поскольку эксперименты с асфальтом и железобетонной мостовой успеха не имели (брусчатка быстро изнашивалась). Последнюю перекладку осуществили в 1911 году, тогда гранитные кубики клали не в бетонное основание, а на слой песка, причём пробелы между кубиками заливали смолой, а не цементным раствором.

### Водоснабжение
9 июля 1870 года городская дума заключила контракт с Амандом Струве на строительство городского водопровода в течение следующих двух лет. 22 мая 1871 года состоялось закладка водопроводных сооружений. Впоследствии были построены водонапорная башня и резервуар на 11 500 вёдер. 1 марта 1872 года состоялось открытие, и вода по 12-дюймовыми трубами попала в квартиры состоятельных жителей улицы, для всех остальных был построен водозаборный кран, воду из которого можно было купить по цене шесть копеек за шесть вёдер. Первая вода поступала мутной, поскольку никаких водоочистных фильтров не было, а труба находилась лишь на расстоянии 10 метров от берега в районе городских купален. Впоследствии, впрочем, качество воды улучшилось, и киевляне начали её употреблять без страха.

### Освещение улиц
23 мая 1890 году городские власти подписали контракт сроком на 12 лет с частным обществом «Савицкий и Страус», согласно которому на Крещатике было смонтировано 14 дуговых электрических фонарей. С этой целью использовали трамвайные столбы, установленные посреди улицы. 8 марта 1892 года на Крещатике заработали электрические фонари, которые работали до 12:00 ночи. Электричество производила Центральная электрическая станция на нынешний Театральной площади и её филиал в усадьбе полковника Фабрициуса на Думской площади. За освещение Крещатика город платил обществу по 17 копеек за час работы каждого электрического фонаря. При этом строго соблюдался режим их работы: первый штраф в размере 100 рублей за нарушение графика был наложен в 1895 году.

### Общественный транспорт
Общественный транспорт появляется на Крещатике в виде извозчиков. В 1882 году киевлян перевозили 1528 однолошадных и 88 пароконных экипажей. Затем появился трамвай, и количество экипажей уменьшилось, но впоследствии, когда владельцы экипажей научились уменьшать расходы на содержание лошадей, их количество в 1895 году увеличилось до 1600 единиц. В 1879 году впервые на Крещатике появились омнибусы. Запряжённые лошадьми крытые кареты на 20 мест осуществляли регулярные рейсы. Поездка от Бессарабки до Контрактовой площади обходилась пассажиру в 6 копеек.
В 1891 году были открыты несколько маршрутов конной железной дороги (конки). По Крещатику проходил маршрут Царская площадь — Лыбедь. Вагон на 20—25 мест тянули две—три лошади. В 1892 году по Крещатику проехал первый трамвай на паровой тяге. Двигался он тихо и без дыма, но время доказало, что такие вагоны не совсем подходят киевскому рельефу. В том же году от Царской до Контрактовой площади по Александровскому спуску отправился первый в Киеве и в России (второй в Европе) электрический трамвай. Впоследствии этот трамвай начал ходить посередине Крещатика. В 1894 году в Киеве окончательно отказались от вагонов конной и паровой тяги, а линию конного трамвая на Крещатике электрифицировали. Трамваи продолжали курсировать вдоль Крещатика до начала 1930-х годов.
В 1930 году по Крещатику проходил первый в Киеве автобусный маршрут — Европейская площадь — Крещатик — Железнодорожный вокзал. Впрочем, в следующем году из-за нерентабельности маршрут был закрыт.

## Советское время

### Довоенный период
В 1923 году Крещатик был переименован в улицу Воровского, в честь русского революционера польского происхождения, одного из первых советских дипломатов Вацлава Воровского (1871—1923). Историческое название улицы было восстановлено в 1937 году.
После переноса столицы УССР в Киев началась массовая реконструкция улицы. Было заложено несколько новых домов, большинство из которых остались недостроенными и были уничтожены во время войны. Среди объектов предвоенного строительства можно выделить универмаг (одно из немногих зданий на Крещатике, которое пережило войну). После 1935 года в архитектуру начали внедрять принципы «социалистического реализма», при этом было разрешено обратиться к народным традициям.
В 1934 году на Крещатике демонтировали трамвайную линию. В 1936 году вместо трамваев пустили троллейбусы, при этом проезжая часть была расширена и покрыта асфальтом.

### Оккупация города немцами
В августе 1941 года началась осада города немецкими войсками. Крещатик, как и большинство других киевских улиц, преграждали баррикадами, металлическими «ежами», мешками с песком, оборудовали места для зенитных пулемётов. 24 сентября 1941 года, через несколько дней после занятия Киева немецкими войсками, на Крещатике началась серия взрывов.
Взрывы продолжались на протяжении двух недель, главная улица столицы Украины была уничтожена почти полностью. Целый месяц на Крещатике продолжались пожары. 3 ноября 1941 года была взорвана жемчужина украинской архитектуры — Успенский собор Киево-Печерской лавры. Лишь благодаря случайности немцам удалось разминировать Софию Киевскую, а также здание бывшей Центральной Рады.
Согласно справке бывшего начальника инженерной службы штаба обороны Киева майора М. Чукарева «Инженерное обеспечение обороны Киева в 1941 г.», здания в городе минировали отступавшие части РККА. Первым был взорван «Детский мир» (архитектор Владислав Городецкий) на углу Крещатика и Прорезной, от взрывной волны сдетонировали боезапасы и в других зданиях. Взрывы и последовавший затем огненный смерч были настолько мощными, что центр города выгорел полностью и во время войны не восстанавливался. Через несколько дней, 27—29 сентября 1941 года, комендант Киева Курт Эберхард воспользовался поджогом Крещатика как формальным поводом для уничтожения евреев Киева в Бабьем Яру.
Во время оккупации Киева в 1941—1943 годах немцы переименовали улицу в Айхгорнштрассе (в честь фельдмаршала Германа фон Айхгорна).

### Восстановление
В 1943 году после освобождения начались работы по восстановлению улицы, при этом расчищали дорогу, разбирали завалы. В восстановительных работах участвовало всё население города. О тех событиях Павел Тычина написал песню с такими строками:
Люба сестронька, милий братику,
Попрацюймо на Хрещатику
Ти з того кінця, я з цього кінця…
Павел Тычина, 1943 год
Конкурс на проект восстановления Крещатика было объявлен 22 июня 1944 года. Центральную улицу столицы республики планировали застроить административными зданиями, возвести театр и несколько гостиниц. Организован конкурс был необычно: он имел открытую и закрытую части. На открытом конкурсе проектам присуждены четыре премии (первая — 40 000 рублей, вторая — 30 000, третья — 20 000 и четвёртая — 10 000 рублей). В закрытой части проекты застройки Крещатика предлагалось создать известным советским архитекторам, причём за каждый из них платили по 100 000 рублей. К концу 1944 года были разработаны 22 проекта восстановления главной улице Киева (девять работ — по открытому конкурсу, 11 — по закрытым + два проекта подано вне конкурса). Все они были выставлены на суд общественности в Музее русского искусства.
Во многих проектах планировалось использовать эскалаторы на спуске от Крещатика до Набережной. В итоге, руководство не остановилось ни на одном из проектов, и был организован второй тур. Во втором туре конкурса участвовали три группы архитекторов под руководством Александра Власова, Алексея Тация и Владимира Заболотного. Заболотный был раскритикован на правительственном уровне из-за использования форм украинского необарокко, и на том основании дальнейшего участия в конкурсе он не принимал.
В 1948 году выполнение окончательного проекта было поручено группе Александра Власова. Согласно генеральному плану восстановления Крещатика, было принято решение заново отстроить центр, сохранив конфигурацию улиц, однако здания были построены совершенно новые, в стиле «сталинского ампира». В 1949 году Власова перевели в Москву на должность главного архитектора, и по сути руководителем строительства стал Анатолий Добровольский, который занял должность главного архитектора Киева. По его плану, Крещатик должен был стать широкой магистралью, ширина которой в линиях застройки достигает на некоторых участках 75 метров. Улица застроена как единый архитектурный ансамбль. Профиль улицы асимметричен — проезжая часть 24 м, два тротуара по 14 м каждый, отделённые от проезжей части рядом деревьев, и бульвар (каштановый) с правой стороны, которые отделяют жилую застройку от проезжей части.
В 1955 году, когда застройка в основных чертах заканчивалась, и улица приобрела новый вид, началась «борьба с излишествами в архитектуре». Например, готовый к монтажу шпиль на здании напротив улицы Ленина срезали на треть, а шпиль гостиницы «Москва» пришлось снять полностью.

### 1960—1980-е годы
В эти годы происходило строительство только единичных домов, по сравнению с периодом восстановления. Во время проведения реконструкции в 1978 году на углу Майдана Незалежности было построено здание с башней и курантами (достройка 1985 года) — Совет профсоюзов Украины. Архитектурный мотив этого здания продолжили здание гостиницы «Крещатик» и дом агентства «Новости», который был возведён несколько позже. С правой стороны Майдана на месте бывшей Городской думы заложили сквер, который завершается в своей полукруглой части пятью улицами-лучами, поднимающимися вверх к старому городу. В 1982 году на Европейской площади был построен музей Ленина, ныне это Украинский дом.

## Современный период
В настоящее время Крещатик стал обязательным местом в программе посещения города приезжими. В субботу, воскресенье и в дни государственных праздников движение транспорта по улице перекрывают — улица на это время становится пешеходной. Здесь постоянно устраивают концерты под открытым небом, а 24 августа ежегодно проходят военные парады. С июля по август 2001 года проводилась реконструкция Майдана Незалежности (установлен ряд памятников, открыт подземный торговый центр «Глобус»).
Согласно исследованию, проведённому международной консалтинговой компанией Colliers International, в 2010 году Крещатик занимал 48-е место в рейтинге улиц с самыми высокими ставками аренды на торговые площади в мире (2,4 тысячи долл./м²/г).
В то же время Крещатик вместе с Майданом стал центром акций протеста. Так, зимой 2000—2001 годов на Майдане проходили акции протеста «Украина без Кучмы». В 2004 году Крещатик и Майдан стали центром Оранжевой революции. Чрезвычайно драматическими были акции протеста в ноябре 2013 — феврале 2014 годов, впоследствии получившие название Евромайдан, в ходе которых Крещатик был перекрыт баррикадами, а на улице устанавливались палатки и полевые кухни. Крещатик стал одним из мест столкновений между протестующими и бойцами силовых структур, в результате которых погибло более сотни человек и несколько получили ранения.

## Здания и сооружения
- № 1 — гостиница «Днепр»
- № 2 — Украинский дом
- № 4 — информагентство «УНИАН»
- № 6 — «Дом Закса» (арх. Йосиф Зекцера, 1911—1914)
- № 7/11 — Центральный союз потребительских обществ Украины
- № 8 — Здание Петербургского банка (1911—1914, арх. Л. Бенуа)
- № 10 — Здание Волжско-Камского банка (1912—1913, арх. П. Андреев)
- № 10-б — ВМОО «Молодая Просвита» и редакция еженедельника «Слово Просвещения»
- № 14 — гостиница «Крещатик»
- № 15 — Пассаж (1913—1914, арх. П. Андреев)
- № 15 — Мемориальный музей-квартира Б. Г. Гмыри
- № 16 — Киевский городской совет профсоюзов
- № 18/2 — Дом профсоюзов Украины
- № 19 — наземный вестибюль станции метро «Крещатик» (1960)
- № 22 — Киевский главпочтамт и Музей почты
- № 24 — Министерство аграрной политики
- № 25 — Кинотеатр «Дружба» («Дом со звездой») (1954)
- № 26 — Государственный комитет телевидения и радиовещания Украины
- № 27-a — Национальный союз журналистов Украины
- № 30 — Министерство энергетики и угольной промышленности Украины
- № 32 — здание Русского банка внешней торговли (1913—1915, арх. Ф. И. Лидваль)
- № 36 — Дом Киевского городского совета и Киевской городской государственной администрации (1952—1957)
- № 38 — Центральный универмаг
- № 40 — здание гостиницы «Кане» (1873)
- № 42 — доходный дом (1894—1895)
- № 42-а — бывшее здание Печерского районного суда города Киева
- № 44 — доходный дом (1858, 1884, 1895, 1899—1900)
- № 46 — доходный дом (1872—1874)
- № 46-а — Телеканал «Мой Ребёнок»[уточнить]
- № 48 — доходный дом (конец XIX века)
- № 50-б — Художественно-концертный центр имени И. Козловского Национальной оперетты Украины
- № 52 — доходный дом (1875—1876)

## В филателии
Крещатик изображён на почтовой марке СССР 1958 года.

## Музыка
- В 1984 году Александр Розенбаум написал песню, посвящённую улице «Крещатик» (песня стала известной в исполнении шансонье Михаила Шуфутинского).
- В 1994 году Павел Зибров записал песню на слова Юрия Рыбчинского, посвящённую улице «Крещатик», на которую был снят видеоклип.
- С 1999 года на улице еженедельно в течение 20 лет снимали выпуски украинской телепередачи «Караоке на Майдане».